# Parafia św. Bartłomieja Apostoła w Rogaszycach
Parafia Świętego Bartłomieja Apostoła w Rogaszycach – parafia rzymskokatolicka znajdująca się w diecezji kaliskiej, w dekanacie Ostrzeszów.
Konsekracji kościoła parafialnego dokonał 3 czerwca 1638 roku bp Johann Balthasar Liesch von Hornau.